# Acanthoscelio flavipes
Acanthoscelio flavipes är en stekelart som beskrevs av William Harris Ashmead 1893. Acanthoscelio flavipes ingår i släktet Acanthoscelio och familjen Scelionidae. Inga underarter finns listade i Catalogue of Life.